# Robert W. Kasten Jr.
Robert W. Kasten Jr. (Milwaukee, 1942. június 19. –) az Amerikai Egyesült Államok szenátora (Wisconsin, 1981–1993).